# The Disastrous Life of Saiki K.
The Disastrous Life of Saiki K. (яп. 斉木楠雄のΨ難 Сайки Кусуо но сай-нан, «Сверхъестественные неприятности Сайки Кусуо») — манга Сюити Асо. Выходила с июня 2012 года по февраль 2018 года в журнале «Weekly Shonen Jump» издательства Shueisha. За этим последовала короткая серия глав из 4 ëнком, опубликованных в том же журнале, и две отдельные главы, опубликованные в Jump GIGA в мае и июле 2018 года. Журнал собрал всё главы в двадцать шесть томов танкобона.
Аниме-адаптация манги от студий J.C.Staff и EGG FIRM выходила с июля по декабрь 2016 года. 2-й сезон аниме выходил с января по июнь 2018 года. Финальный спецэпизод вышел в декабре 2018 года. Также идея манги легла в основу одноимённого игрового фильма, вышедшего в кинотеатрах Японии в октябре 2017 года.

## Сюжет
Старшеклассник Кусуо Сайки-не совсем обычный парень. Дело в том, что он родился с целой кучей паранормальных способностей и в свои 16 лет уже стал сильнейшим эспером планеты. Обычные люди думают о том, как, наверное, здорово уметь предсказывать будущее или, например, читать чужие мысли, но только не Сайки. Сверхспособности часто приносят ему множество проблем, не давая ему жить так, как он хочет: обычной, спокойной и неприметной жизнью старшеклассника. Хотя, несмотря на то, что к Сайки все и всё лезут и пытаются нарушить его личное пространство, вырвать его из идиллического, сладостного одиночества и сделать центром внимания общественности, он надеется, что в итоге от него все и всё отстанут, он найдёт долгожданную гармонию и наконец сможет зажить спокойной жизнью.

## Персонажи

### Академия PK
- Кусуо Сайки (яп. 斉木 楠雄 Сайки Кусуо) — протагонист истории. 16-летний старшеклассник Академии PK. Родился со всеми видами психических способностей в самой обычной семье. Его родители отнеслись к этому спокойно. Однако, после того как Кусуо начал обыгрывать всех в детском саду в «камень-ножницы-бумага», это привлекло к нему ненужное внимание. Поэтому, с тех пор он старается своих способностей не раскрывать и избегает ненужного внимания. Кусуо обладает: телепатией, телекинезом, левитацией, рентгеновским зрением, ясновидением, астральной проекцией, пирокинезом, контролем сознания, психометрией, невидимостью и т. д. Он может телепортироваться и перемещать вещи, но должен заменить предмет чем-то равным. Иногда он может использовать чужие психические способности, такие как способность Торицуки видеть призраков. Некоторые свои способности он «отключить» не в состоянии, поэтому всегда слышит мысли окружающих людей, из-за своего рентгеновского зрения всегда видит их внутренности, благодаря телепатии всегда может сказать, есть ли в радиусе 200 метров хоть один человек. Как утверждает сам Кусуо, его способности настолько велики, что при желании он мог бы уничтожить человечество всего за три дня. Он может путешествовать во времени и менять временные линии прошлого и будущего. Умеет общаться телепатически с людьми и животными. Он может менять восприятие человечества на привычные вещи. Родившись с розовыми волосами, он ещё в раннем детстве изменил восприятие людей, сделав розовый цвет волос естественным, чтобы не выделяться и сохранить свою тайну. Однако, у способностей Кусуо есть и свои ограничения, так что парень не настолько всемогущ. Чтобы способности юноши не вышли из под контроля, он носит два ограничителя на голове, с виду напоминающие заколки розового цвета, созданные для него ещё в раннем детстве его старшим братом гением Кусукэ, чтобы контролировать и сдерживать постоянно растущие силы Кусуо, особенно неконтролируемые во время сна. Также постоянно носит очки, вовсе не из-за плохого зрения, а чтобы случайно не превратить человека, посмотревшего в его глаза, в камень. Благодаря сверхспособностям Сайки лишен множества радостей, таких как сюрпризы и неожиданности, из-за телепатии все время слышит мысли людей, что его раздражает, всё это не дает ему жить, так как он хочет обычной, спокойной, нормальной, неприметной жизнью старшеклассника. В школе, чтобы не выделяться, стремится получать по всем предметам средний балл. Любит одиночество и быть наедине со своими мыслями. Люди его напрягают и утомляют. Не понимает любовь. Друзей не имеет, и не стремится их завести. Однако Сайки самовольно, не спрашивая его мнения, объявили своим другом его одноклассники, Нэндо и Кайдо. Сайки, стремящийся находиться вне окружения людей и общественного внимания, вечно оказывается в окружении людей, стремящихся вовлечь его в общественную жизнь и сделать центром внимания общественности. Сайки помогает кому-либо, только если это как-то связано с ним и его личными интересами: семьёй, знакомыми, домом, судьбой самой планеты Земля и т. д. Очень любит есть кофейное желе. Когда он говорит с кем-либо, то зрителю его всегда показывают со спины, поэтому не известно, общается ли он со всеми с помощью телепатии или нет. Терпеть не может насекомых в основном из-за их непредсказуемости, так как мозг насекомого слишком мал, чтобы Кусуо мог прочитать его мысли.

Кусуо несколько раз пытался с помощью своих сил предотвратить извержение супервулкана Оварияма расположенного в префектуре Осимаи, которое может уничтожить всю Японию, и каждый раз терпя неудачу возвращался в прошлое на один год назад, для накопления сил для новой попытки, из-за чего годами не мог выбраться из временной петли, но позже с помощью совета Кусукэ вместе с Торицукой, Аиурой и своими пятью копиями всё таки смог остановит извержение супервулкана и выбраться из временной петли. По ходу истории становится терпимее и добрее к своему окружению и признаёт, что ему нравится помогать другим. В конце получает возможность лишиться своих психических сил, однако ненадолго. Когда к Земле нависает новая беда в виде астероида, способности Кусуо полностью возвращаются.
Сэйю: Синтаро Асанума, Хироси Камия, Харука Томацу (женская форма).
- Рики Нэндо (яп. 燃堂 力 Нэндо: Рики) — одноклассник Кусуо. Настолько глуп, что Кусуо не может услышать в его голове ни одной мысли и предсказать его действия. Единственное, в чем он хорош, это спорт. Несмотря на свою внешность хулигана, довольно дружелюбный. По каким-то причинам считает Кусуо своим другом и называет братаном.

Сэйю: Кэнта Миякэ, Дайсукэ Оно.
- Сюн Кайдо (яп. 海藤 瞬 Кайдо: Сюн) — одноклассник Кусуо. Страдает «синдромом восьмиклассника» и называет себя всемогущим «Чёрным Крылом». Верит в то, что за ним охотится злая организация «Тёмное объединение». Хотя он все ещё подвержен своему бредовому образу, у него вполне нормальные человеческие отношения со своими одноклассниками. Несмотря на физическую слабость и трусость, периодически решается на геройские поступки, во время которых ему часто своими силами помогает Сайки. Как и Рики, считает Кусуо своим другом.

Сэйю: Такуя Эгути, Нобунага Симадзаки.
- Арэн Кубоясу (яп. 窪谷須 亜蓮 Кубоясу Арэн) — переведённый ученик, который раньше был хулиганом в своей прежней школе. Решил измениться, поэтому старается держать свое прошлое позади, будучи спокойным и собранным, но часто срывается, когда кто-то груб с ним.

Сэйю: Ёсимаса Хосоя.
- Кинэси Хайро (яп. 灰呂 杵志 Хайро Кинэси) — староста класса Кусуо. Чрезмерно храбрый, энергичный и страстный студент, который любит спорт и постоянно пытается мотивировать других людей. К любому делу прикладывает слишком много сил, буквально истязая себя. Благодаря своему характеру имеет авторитет среди одноклассников, которые очень уважают и доверяют ему.

Сэйю: Сатоси Хино.
- Тиё Юмэхара (яп. 夢原 知予 Юмэхара Тиё) — одноклассница Кусуо. Влюбчивая и мечтательная девушка, у которой было много любовных переживаний с мальчиками. Некоторое время была влюблена в Кусуо, но впоследствии обратила внимание на Кайдо. Член Оккультного клуба.

Сэйю: Юкари Тамура.
- Кокоми Тэрухаси (яп. 照橋 心美 Тэрухаси Кокоми) — одноклассница Кусуо. Самопровозглашённая «идеальная девушка», которую обожают все, кроме Сайки, который может читать её истинные мысли. Не только мила внешне, но и имитирует дружелюбный характер для поддержания своего безупречного образа. Нарцисс. Стала одержима Кусуо, из-за того, что он не реагирует на неё, как остальные парни, но в последнее время начала испытывать к нему чувства.

Сэйю: Ай Каяно.
- Тисато Мэра (яп. 目良 千里 Мэра Тисато) — одноклассница Сайки. Девушка из бедной семьи, поэтому работает сразу на нескольких работах, чтобы заработать на жизнь. Из-за нехватки денег питается чем попало, поэтому постоянно голодная. Обладает непомерным аппетитом.

Сэйю: Маая Утида.
- Тома Акэти (яп. 明智 透真 Акэти То:ма) — одноклассник Кусуо. Перевёлся в академию PK. Ходил в ту же школу, что и Сайки, до второго класса начальной школы. Акэти — девичья фамилия матери, до развода родителей носил фамилию по отцу — «Асуми», поэтому Сайки не сразу его вспомнил. Говорит очень быстро, много и о первом, что приходит ему в голову. Очень наблюдателен, способен видеть самую суть и простыми рассуждениями выудить секрет другого человека. С начальной школы, в связи с событиям того времени, подозревает что Сайки псионик. Пытается доказать что Сайки не тот за кого себя выдаёт, ради чего и перевёлся в академию PK. Сайки, что бы не раскрывать правду Акэти, пытается изменить прошлое, путешествуя во времени, но что бы он не делал, так или иначе, все заканчивалось так же, Акэти продолжал подозревать его. В конечном итоге Сайки рассказал ему правду. Единственный человек без паранормальных способностей и не из семьи Сайки, знающий секрет Кусуо.

Сэйю: Юки Кадзи, Нацуми Фудзивара (в начальной школе)
- Рэйта Торицука (яп. 鳥束 零太 Торицука Рэйта) — ещё один эспер, учащийся в параллельном с Кусуо классе. Медиум. У него есть способность видеть духов, которую он пытается использовать в своих целях, в частности и даже с безуспешной помощью призраков пытается стать популярным среди девушек, как живых так и мёртвых. Имеет хорошие отношения с призраками и часто вступает с ними в сделку, позволяя вселяться в своё тело на некоторое время, давая им пожить человеческой жизнью, за помощь в безуспешных попытках покорения женских сердец. Хотел, чтобы Кусуо взял его в ученики. Знает секрет Сайки Кусуо. Член Оккультного клуба, хотя ни разу там не появлялся.

Сэйю: Нацуки Ханаэ.
- Микото Аиура (яп. 相卜命 Аиура Микото) — переведённая ученица, гяру. Третий эспер в серии. Прорицатель. Может безошибочно предсказывать будущее любого человека и гадать, например, на физическую совместимость людей. Ей достаточно взглянуть на ауру человека, чтобы узнать о нём всё. При гадании она часто совершает нелепые и странные действия, как сама говорит, для лучшей концентрации. Нагадала себе в суженые Сайки Кусуо, из-за чего и перевелась в академию PK. Когда Кусуо находится рядом, не может видеть ауры других людей, так как огромная аура Кусуо перекрывает их все в радиусе 200 метров. Кусуо пришлось раскрыть себя перед Микото, когда Юмэхаре грозила опасность из-за метки смерти. Влюблена в Кусуо. Постоянно конфликтует с Рэйтой.

Сэйю: Эри Китамура.
- Иму Рифута (яп. 梨歩田 依舞 Рифута Иму) — переведённая ученица. Вторая по популярности девушка в Академии PK. Соперница Кокоми. Слишком самоуверенна и имеет сильное желание признания. Гордится своей внешностью, которой активно пользуется. Влюбляется в Кокоми.

Сэйю: Мао Итимити.
- Мэтори Сайко (яп. 才虎 芽斗吏 Сайко Мэтори) — богатый и самодовольный наследник Конгломерата Сайко. Относится к другим людям с презрением и считает, что всё в мире можно купить за деньги. Переходит в Академию PK, чтобы сблизиться и влюбить в себя Кокоми, однако она отказывается от его предложения в пользу Кусуо. По ходу истории становится чуть лучше относиться к своим одноклассникам и друзьям.

Сэйю: Масая Мацукадзэ.
- Таканаси (яп. 高橋) — одноклассник Кусуо. Неудачник и в целом довольно неприятный тип.

Сэйю: Тайси Мурата.
- Золбе Кадэнокодзи Шарбелайт (яп. ゾルベ・勘解由小路・シャーベライト Дзорубэ Кадэноко:дзи Ся:бэрайто) — одноклассник Кусуо. Негроид. По его словам, выходец из страны, в которой спорту уделяется большое внимание.

Сэйю: Макото Ясумура.
- Арису Макино (яп. 万城乃 亜リ栖 Макино Арису) — девушка, вступившая в оккультный клуб. На первый взгляд подозрительная и мрачная девушка. Но благодаря Юмэхаре изменила свой имидж. Носит длинную волнистую чёлку, которая скрывает её раскосые глаза и веснушчатые щёки. В средней школе прочитала 3000 книг о чёрной магии и некромантии.

Сэйю: Нодзоми Фуруки.
- Цуёси Конго (яп. 金剛 剛 Конго Цуёси) — хулиган, которого грозились оставить на второй год. Боясь этого, решает измениться, однако всё равно остаётся на второй год из-за своей практически нулевой посещаемости.

Сэйю: Тарусукэ Сингаки.
- Мацудзаки (яп. 松崎) — учитель гимнастики и школьный инструктор. Строгий, но добрый. Другие ученики его боятся и недолюбливают. Однако он нравится Сайки, потому что поддерживает спокойствие в академии.

Сэйю: Таро Ямагути.

### Прочие
- Кунихару Сайки (яп. 斉木 國春 Сайки Кунихару) — обычный человек, отец Сайки и муж Куруми. Работает редактором в издательстве манги. Носит очки. По характеру слегка инфантильный, романтик и подкаблучник. Не имеет уважения и авторитета в глазах детей. Коллекционирует фигурки, которыми у него заполонен целый шкаф. Как работник достаточно посредственный, но изредка может дать дельный совет мангакам. Ради сохранения работы, как когда над ним издевался Кусукэ, готов даже лизать обувь начальству. Бывает просит Кусуо подбрось его телепортацией до работы, так как часто опаздывает. Несмотря на долгий брак имеет очень нежные и романтические отношения с женой, причину этого никак не может понять Кусуо.

Сэйю: Мицуо Ивата.
- Куруми Сайки (яп. 斉木 久留美 Сайки Куруми) — обычный человек, мать Кусуо и жена Кунихару. У неё аллергия на кошек. Семья Куруми и семья Кунихару однофамильцы, так что после замужества её фамилия не поменялась. Добрая и заботливая жена и мать семейства, но когда нужно, умеет быть жёсткой. Несмотря на долгий брак имеет очень нежные и романтические отношения с мужем, причину этого никак не может понять Кусуо.

Сэйю: Рикако Айкава.
- Кусукэ Сайки (яп. 斉木 空助 Сайки Ку:сукэ) — 18-летний старший брат Кусуо. Гений. В 14 лет экстерном окончил школу и улетел в Англию, где получил степень магистра. Изобрёл ограничители сил Кусуо. Также изобрёл блокировщик телепатии, благодаря которому Кусуо не может читать его мысли. Недолюбливает Кусуо, так как он единственный, кого он не в состоянии ни в чём победить. Вечный соперник Кусуо. Мазохист. Ведёт счет своих поражений брату.

Сэйю: Кэндзи Нодзима.
- Кумагоро Сайки (яп. 斉木 熊五郎 Сайки Кумагоро:) — дедушка Кусуо и отец Куруми. Цундэрэ. Относится к членам своей семьи с пренебрежением, хотя в душе очень любит их всех, кроме Кунихару — его он терпеть не может в любом случае.

Сэйю: Коити Ямадэра.
- Куми Сайки (яп. 斉木 熊五郎 Сайки Куми) — бабушка Кусуо и мать Куруми. Довольно жизнерадостная и приятная на вид пожилая женщина.

Сэйю: Риэ Танака.
- Урёку Тёно (яп. 蝶野 雨緑 Тё:но Урёку)/Кота Наканиси (яп. 中西 宏太 Наканиси Ко:та) — уличный маг, иллюзионист-неудачник. Считает Сайки своим учителем и полагается на него в помощи с его представлениями. Фокусами начал заниматься, чтобы исправить своё бедственное положение. Был женат и всё ещё связан со своей бывшей женой.

Сэйю: Сётаро Морикубо.
- Кадзуя Икэми/Майкл (яп. マイケル Майкэру) — ассистент Урёку, которому часто достаётся во время участия в представлениях Тёно.

Сэйю: Мотому Киёкава.
- Мидори Нэндо (яп. 燃堂 緑 Нэндо: Мидори) — мать Рики, воспитывающая его в одиночку. Обладает точно такими же внешним видом и голосом, что и её муж и сын. Бывшая жена Урёку Тёно.

Сэйю: Дайсукэ Оно.
- Отец Нэндо — отец Рики, погибший до его рождения. В дальнейшем появляется в виде призрака. Выглядит точно также как его жена и сын, за исключение шрама, который у него на другом глазу. В прошлом, косвенно, свёл родителей Кусуо Сайки вместе.

Сэйю: Дайсукэ Оно.
- Мать Кайдо (яп. 海藤の母 Кайдо: но хаха) — мать Сюна. Немного помешана на учебе и успеваемости сына. Посчитала Кусуо и Нэндо слишком глупыми, из-за чего запретила сыну с ними общаться, однако позже изменила свое мнение.

Сэйю: Аюми Цунэмацу.
- Амп (яп. アンプ Ампу) — бродячий кот, которого однажды спас Кусуо, вытащив из проёма между двумя зданиями. В качестве награды за спасение разрешил погладить себя, однако Сайки, как и всегда, не было до этого дела. Впоследствии кот стал регулярно посещать дом Кусуо, чтобы тот погладил его. Очень высокомерен и считает людей низшими созданиями, которые должны преклоняться перед кошками, поэтому не нравится Кусуо. Однако после того, как Ампу спас Кусуо от тараканов, отношение парня к нему немного улучшилось.

Сэйю: Ёсицугу Мацуока.
- Пуси (яп. プシー Пуси:) — кошечка, возлюбленная Ампу. Случайно влюбляется в кошачью форму Кусуо, которую тот принял, чтобы помочь Ампу.

Сэйю: Хисако Канэмото.
- Такэру Синода (яп. 篠田 タケル Синода Такэру) — бывший парень Тиё, с которым она рассталась из-за его раздражающих недостатков.

Сэйю: Ясуаки Такуми.
- Тору Могами (яп. 六神 通 Могами То:ру)/Макото Тэрухаси (яп. 照橋 信 Тэрухаси Макото) — популярный актёр, старший брат Кокоми. Имеет сильный «сестринский комплекс», поэтому ненавидит, когда Кусуо находится рядом с Кокоми.

Сэйю: Томоаки Маэно.
- Юта Иридацу (яп. 入達 遊太 Иридацу Ю:та) — мальчик, живущий по соседству с семьёй Сайки. Знакомится с Кусуо, после того, как тот помогает ему вернуть шарик. Когда Кусуо случайно продемонстрировал ему свои способности (Кусуо при помощи сил эспера высоко прыгнул, чтобы достать улетевший воздушный шарик мальчика), Юта принял Сайки за 2-го Киборга Человека-сидра — своего любимого супергероя. С тех пор очень привязался к Кусуо.

Сэйю: Юмико Кобаяси, Кохэй Амасаки.
- Кэнта Ямагиси (яп. 山岸 健太 Ямагиси Кэнта) — мальчик, которому помог Кусуо, исполнив его желание на Рождество.

Сэйю: Ё Тайти.
- 2-й Киборг Человек-сидр (яп. 改造人間サイダーマン2 Кайдзо нингэн сайда:ман 2) — супергерой из популярного сериала и комикса, рекламирующий сидр.

Сэйю: Дзюнъити Янагита.
- Голос с неба (яп. 天の声 Тэн но коэ) — голос, исходящий из неба и предупреждающий Кусуо о выходе 100-го эпизода сериала, а затем и 240. Присутствует только в аниме. Озвучен автором манги.

Сэйю: Сюити Асо.

## Медиа

### Манга
Манга начала выходить с 14 мая 2012 года в журнале «Weekly Shonen Jump» издательства Shueisha. Нулевой том вышел 2 мая 2012 года, дав начало серии. По состоянию на 4 апреля 2018 года манга закончена и насчитывает 26 томов. Издательство Shueisha анонсировало сиквел манги в виде ёнкомы, публикация которой началась с 5 марта 2018 года. Асо также выпустил сингл в летнем выпуске журнала «Jump Giga» издательства Shueisha 25 мая 2018 года.
У манги было несколько кроссоверов с персонажами из других манг, выпускавшихся в Jump. К примеру, Кусуо и остальные пересекались с персонажами из Gintama и Assasination Classroom.

#### Список томов манги
| №  | Дата публикации      | ISBN                   |
| -- | -------------------- | ---------------------- |
| 0  | 2 мая 2012 года      | ISBN 978-4-08-870455-5 |
| 1  | 4 сентября 2012 года | ISBN 978-4-08-870504-0 |
| 2  | 4 декабря 2012 года  | ISBN 978-4-08-870556-9 |
| 3  | 4 января 2013 года   | ISBN 978-4-08-870621-4 |
| 4  | 2 мая 2013 года      | ISBN 978-4-08-870652-8 |
| 5  | 4 июля 2013 года     | ISBN 978-4-08-870768-6 |
| 6  | 4 сентября 2013 года | ISBN 978-4-08-870806-5 |
| 7  | 4 декабря 2013 года  | ISBN 978-4-08-870853-9 |
| 8  | 4 апреля 2014 года   | ISBN 978-4-08-880027-1 |
| 9  | 4 июля 2014 года     | ISBN 978-4-08-880072-1 |
| 10 | 4 сентября 2014 года | ISBN 978-4-08-880175-9 |
| 11 | 4 декабря 2014 года  | ISBN 978-4-08-880224-4 |
| 12 | 4 февраля 2015 года  | ISBN 978-4-08-880304-3 |
| 13 | 1 мая 2015 года      | ISBN 978-4-08-880355-5 |
| 14 | 4 августа 2015 года  | ISBN 978-4-08-880426-2 |
| 15 | 3 октября 2015 года  | ISBN 978-4-08-880462-0 |
| 16 | 4 января 2016 года   | ISBN 978-4-08-880582-5 |
| 17 | 4 апреля 2016 года   | ISBN 978-4-08-880652-5 |
| 18 | 4 июля 2016 года     | ISBN 978-4-08-880728-7 |
| 19 | 4 октября 2016 года  | ISBN 978-4-08-880791-1 |
| 20 | 31 декабря 2016 года | ISBN 978-4-08-880887-1 |
| 21 | 4 апреля 2017 года   | ISBN 978-4-08-881047-8 |
| 22 | 4 июля 2017 года     | ISBN 978-4-08-881180-2 |
| 23 | 4 октября 2017 года  | ISBN 978-4-08-881211-3 |
| 24 | 4 января 2018 года   | ISBN 978-4-08-881315-8 |
| 25 | 4 апреля 2018 года   | ISBN 978-4-08-881377-6 |
| 26 | 3 августа 2018 года  | ISBN 978-4-08-881539-8 |

### Ранобэ
4 мая 2013 года вышло ранобэ Saiki Kusuo no Ψ-nan — Extra Story of Psychics, а в июле 2014 года его продолжение Saiki Kusuo no Ψ-nan — Extra Story of Psychics 2.

### Аниме
Изначально по мотивам манги 4 августа 2013 вышла Flash-анимация. Полноценная адаптация манги в виде аниме-сериала была анонсирована в 23-м номере журнала Weekly Shonen Jump журнала 2016-го года. Сериал создавался под руководством Хироаки Сакурая на анимационной студии J.C.Staff и EGG FIRM. За композицию серий отвечал Митико Ёкотэ, дизайн персонажей был представлен Масаюки Ондзи. 4 июля 2016 года сериал начал транслироваться на TV Tokyo. 5-минутные серии транслировались по будням с утра, а 24-минутные серии-компиляции в конце недели. Всего было снято 120 5-минутных серий и 24 серий-компиляций на Oha Suta. Funimation начала трансляцию аниме с английским дубляжом 7 августа 2016 года. 2-й сезон аниме выходил с 16 января по 27 июня 2018 года. В последней серии 2-го сезона аниме было показано, что 3-й сезон находится в работе и предположительно выйдет в 2019 году. Однако, вместо 3-го сезона 28 декабря 2018 года вышел специальный 50-минутный спешл, являющийся экранизацией заключительного 26 тома манги. 24 марта 2019 года стало известно, что у аниме будет продолжение, хотя существующая на данный момент адаптация покрыла все главы манги. Производством будет заниматься студия J.C.Staff. Основной каст останется прежним. Однако в этот раз новые серии будут выпускаться под предлогом «A Netflix original series», что говорит о том, что Netflix будет принимать участие в создании.
Открывающие темы первого сезона
- «Seishun wa Zankoku ja nai» (яп. 青春は残酷じゃない Сэйсюн ва дзанкоку дзя най, «Юность не жестока»).

Исполняет: Нацуки Ханаэ.
- «Sai Ψ Sai Kouchou!» (яп. 最Ψ最好調！ Сай-сай-сайко:тё:!, The Most Favorable!).

Исполняет: Denpagumi.inc.
Закрывающие темы первого сезона
- «Ψ desu I LIKE YOU» (яп. Ψです I LIKE YOU Сай дэсу ай райку ю:).

Исполняет: Denpagumi.inc.
- «Kokoro» (яп. こころ «Сердце»).

Исполняет: Нацуки Ханаэ.
Открывающие темы второго сезона
- «Ψlent Prisoner» (яп. Ψレントプリズナー Сайрэнто пуридзуна:)

Исполняет: Saiki-kku Lover (Хироси Камия, Дайсуке Оно, Нобунага Симадзаки.
- «Oteage Psychics» (яп. お手上げサイキクス Отэагэ сайкикусу)

Исполняет: Shiggy Jr.
Закрывающая тема второго сезона
- «ΨHakkenden!» (яп. Ψ発見伝！ Сайхаккэндэн!).

Исполняет: Dempagumi.inc
- «Duet♡ShitekudaΨ» (яп. Duet♡してくだΨ Duet♡ситэ кудасай).

Исполняет: Saiki-kku Lover (Хироси Камия, Ай Каяно, Эри Китамура).

### Игры
В 32-м выпуске журнала «Weekly Shonen Jump» 2016 года была анонсирована видеоигра Saiki Kusuo no Ψ-nan: Shijo Psi Dai no Psi Nan!?. Игра разработана Bandai Namco Studios и издана Bandai Namco Entertainment для портативной игровой консоли Nintendo 3DS.
Кусуо Сайки также появляется в качестве играбельного персонажа в кроссовер-файтинге J-Stars Victory VS 2014 года. Его европейский и североамериканский релиз является первым выпуском материала по «Saiki Kusuo no Ψ-nan» за пределами Японии.

### Игровой фильм
- The Disastrous Life of Saiki K.